# Oftalmologie

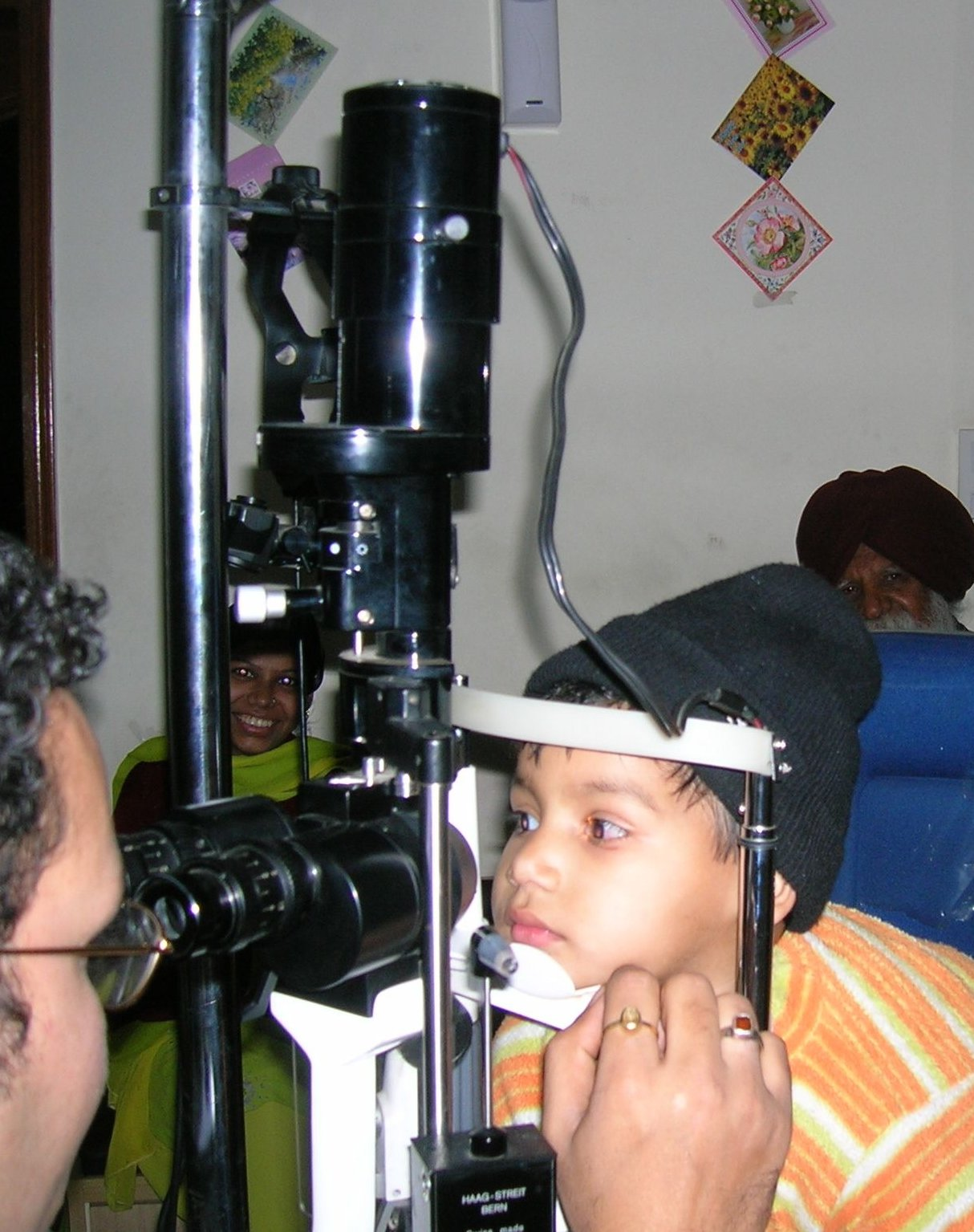
Vyšetření očí oftalmologem

Oftalmologie (oční lékařství, dříve také okulistika) je obor medicíny, zabývající se onemocněními a chirurgií zrakových drah (visual pathways), jež zahrnují oko, mozek, a oblasti okolo mozku, jako je slzný systém nebo oční víčka. Termín oční lékař či oftalmolog implikuje vystudovaného lékaře, a vzhledem ke skutečnosti, že oční lékaři provádějí operace očí, jsou považováni za lékaře a chirurgy.
Samotné slovo oftalmologie pochází z řeckých slov ofthalmos, jež znamená „oko“, a logos, které má významů spoustu, mezi zde myšlené patří tři: „slovo“, „myšlenka“ a „promluva/rozprava“. Doslova tak oftalmologie znamená „vědu o očích“. Jakožto obor medicíny se oční lékařství vztahuje také na zvířata, už jen proto, že praxe u lidí se od praxe u zvířat liší zcela minimálně. Rozdíly v očním lékařství lidí a zvířat se tak liší jen v anatomii či v prevalenci, nikoli však v průběhu očních onemocnění. Veterinární oční lékařství je nicméně v mnoha zemích odděleno od očního lékařství u lidí, a tak jen zřídkakdy ošetřuje oční lékař jak zvířecí, tak lidské pacienty.

## Význam
Oko, včetně své struktury a mechanismů, fascinuje vědce i obyčejné lidi už od nepaměti. Většina signálů do mozku přichází právě ze zrakových čidel, a proto i řada anglických výrazů, jež znamenají porozumění, je ekvivalentní k výrazům týkajícím se zraku. Kupříkladu frázi „I see“ lze přeložit jako „vidím“, ale rovněž jako „rozumím“.
Mnoho pacientů s pocitem, že trpí vadou zraku, má podstatně větší starost právě o nemoci poškozující vidění, nežli o jiné, často i smrtelné, choroby. Možná ztráta zraku má nesmírný dopad nejen na psychiku pacienta, ale rovněž na jeho ekonomické a sociální podmínky. Důvodem je skutečnost, že zrakově postižení či slepí lidé vyžadují výraznou péči a asistenci při každodenních úkonech a také často nejsou schopni nadále zastávat dosavadní práci.
Udržování si zdravého zraku a léčba zrakových postižení, jež zhoršují lidské vidění, významně přispívají k docenění prodloužené délky života, kterou dnes všechny obory medicíny umožňují. Pakliže vezmeme v úvahu důležitost zraku pro kvalitu lidského života, je oční lékařství velice prospěšným oborem, a to zejména proto, že oftalmologové jsou ve většině případů schopni navrátit či alespoň zlepšit pacientovo vidění. Pokroky v diagnostice a v léčbě zrakových onemocnění rozšířily společně s vylepšenými metodami chirurgických zákroků schopnost lékařů uzdravit zrak v míře doposud nepoznané.

## Dějiny očního lékařství

### Období před Hippokratem
Vědci z tohoto období zakládali své koncepce oka z velké míry spíše na spekulacích než na empirických důkazech. Rozpoznali oční bělmo a průhlednou rohovku, tenký film fungující jako vnější obal oka s vnitřní vrstvou tvořenou zornicí a tekutinou uprostřed. Alkamaeon a jeho současníci věřili, že právě tato tekutina zprostředkovávala zrak a protékala trubicí z oka až do mozku. Aristoteles přidal k podobným názorům empirické údaje. Provedl pitvu očí zvířat a objevil tři (nikoli dvě) vrstvy. Také zjistil, že tekutina měla trvalou konzistenci, přičemž čočka se po smrti vytvarovala (či dokonce ztuhla) a okolní vrstvy se zdály být vedle sebe. Aristoteles a jeho současníci dále poukázali na existenci tří (ne jen jedné) trubic, vedoucích z oka. Trubice z každého oka se setkávaly uvnitř lebky.

### Alexandrijské poznatky
K dalšímu poznání oka významnou měrou přispěly poznatky Alexandrijců. Aetius Amidenus se zmiňuje o Herofilově práci věnované oku – ta však už dnes neexistuje. Ve skutečnosti se neví o žádných rukopisech z daného regionu a období, jež by se zachovaly. Nezbývá tak než se opírat o Celsiovo svědectví – svědectví, jež vypadá jako práce zmateného člověka, jenž nerozuměl látce, o níž psal. Od Celsia se dozvídáme, že v tomto období znali čočku a že nadále neměli za to, že tekutina teče do mozku skrze jakousi trubici. Naopak, namísto trubice si představovali kontinuální vrstvu tkáně vedoucí do mozku. Celsiovi se však nepodařilo identifikovat funkci sítnice, a nedošel tak toho názoru, že právě sítnice je ona vrstva vedoucí do mozku.

### Rufus
Rufus z Efezu již zkoumal modernější pojetí oka – rozpoznal spojivky, natažené jakožto čtvrtá epiteliální vrstva oka. Rufus byl prvním, kdo zjistil, že oko je dvoukomorové – první komora se rozprostírá od zornice k čočce (zaplněné vodou), druhá od čočky k sítnici (naplněné látkou podobnou bílku). Galén napravil některá pochybení, jako zakřivení rohovky a čočky, původ optického nervu, a existenci posteriorní komory. I přesto, že tento model představoval přibližný, leč zjednodušený moderní model oka, obsahoval nutně určité chyby. Až do doby po Vesaliovi však nebyl tento model dále rozvíjen. V té době vědci objevili řasnaté tělísko a zjistili, že se bělmo, sítnice, cévnatka a zornice stýkají v jednom bodě. Zdálo se také, že obě oční komory obsahovaly jak stejnou tekutinu, tak i čočku připevněnou k cévnatce. Galén nadále rozvíjel koncept centrálního kanálu, a to i přesto, že při pitvě optického nervu zjistil, že je tento celistvý. Chybně spočítal sedm očních svalů, tj. o jeden více. Rovněž si byl vědom existence slzovodů.

### Indie a Arábie
Život a působení indického chirurga Sushruty jsou dějepisci kladeny nejdříve do 1. století n. l. Sushruta napsal slavné pojednání Sushruta Samhita. Kromě 72 onemocnění oka v něm popsal také několik oftalmologických chirurgických nástrojů a metod. Sushruta je považován za prvního indického lékaře, jenž operoval šedý zákal (katarakt).
Arabští vědci byli mezi prvními lékaři, kteří popsali anatomii oka - první známý diagram se objevil v knize Hunaina ibn Is-hâqa s názvem „Kniha desíti pojednání o oku“. Existují rukopisy z dřívějších dob, jež odkazují na kresby, o jejichž osudu není mnoho známo. Současné poznatky o znalostech starověkých Řeků a Římanů o oku jsou omezené, vzhledem ke skutečnosti, že většina rukopisů postrádá kresby. Existuje jen malý počet řecko-římských kreseb a náčrtů oka. Proto není zcela jasné, na jaké problémy tyto texty odkazují a pro jaký účel byly zamýšleny.

### Období po Galénovi
V období po Galénovi přicházejí arabští vědci s novou vlnou spekulací: v modifikovaném Galénově modelu umístili čočku doprostřed oka a tato představa nebyla vyvrácena až do doby, kdy Vesalius přišel s alternativním konceptem. Vesalius však nebyl oftalmologem a tvrdil, že oko je mnohem jednodušším, než jak ukazovali arabští vědci či Galén. Rohovka neměla tak velké zakřivení a posteriorní strana čočky nebyla tak velká.
Porozumění stavbě oka se rozvíjelo pomalu, protože po dlouhou dobu byla čočka považována za samotný zdroj zraku a nikoli za část spojení, vedoucích ke zraku. Tuto mylnou představu odstranil až Hieronymus Fabricius a jeho následovníci, již správně umístili čočku a přispěli tak k rozvoji moderního pojetí stavby oka. Odstranili Galénův koncept sedmého očního svalu (zvaného retractor bulbi) a opětovně zavedli správnou míru zakřivení čočky a zornice. Rovněž dospěli k poznatku, že řasnaté tělísko je spojením mezi čočkou a cévnatkou.

### Muslimské oční lékařství
Ze všech oborů muslimské medicíny bylo oční lékařství považováno za jedno z nejvýznamnějších - řada speciálních nástrojů pro provádění operací očí pochází z muslimských zemí. Novinka jako například injekční stříkačka, vynalezená iráckým doktorem Ammarem ibn Ali z Mosulus a používaná pro extrahování měkkých zákalů vysáním, byla naprosto běžná v praktické medicíně islámských zemí. Co se týká operací zákalů oka, byl to právě Ammar ibn Ali, kdo se jako první doktor pokusil o extrahování zákalu za použití metody sání. Vedl dutou kovovou stříkačku (podkožní injekci) skrz oční bělmo a sáním úspěšně extrahoval katarakt z oka.
Ibn al-Haytham (Alhazen), praotec optiky, se věnoval především anatomii oka. Svými objevy významně přispěl k rozvoji očního lékařství a chirurgie oka, a to zejména díky analýze a správnému vysvětlení procesu vidění a vizuálního vnímání (percepce) v Knize optiky, vydané v roce 1021. Byl také prvním, kdo se domníval, že je sítnice zapojena do procesu tvorby obrazu.
Ibn al-Nafis zjistil, že sval za oční bulvou nepodpírá oční nerv, ba dokonce že se nerv se svalem nedotýkají. Rovněž objevil, že se optické nervy přetínají, avšak vzájemně se nedotýkají. Také přišel s řadou nových metod léčby šedého zákalu a ochabnutí zraku v jednom oku ve chvíli, kdy je druhé oko postiženo onemocněním.

### Sedmnácté a osmnácté století
V sedmnáctém a osmnáctém století byly Malpighim poprvé použity ruční lupy, van Leeuwenhoek poprvé využil mikroskopu, Ruysch poprvé aplikoval preparáty pro fixaci oka při vyšetření a Francois Pourfour du Petit oko dokonce zmrazil. Tyto a další moderní postupy tak přispěly k hlubšímu poznání a zkoumání oka a k vyvinutí komplexnějšího modelu oka. Některé mylné představy však nadále přetrvávaly: vědci stále nevěděli, z jakého důvodu mění oční panenka rozměry (vysvětlením bylo prokrvení cévek v duhovce), jaká je funkce zadní komory a také k čemu vlastně slouží zornice. V roce 1722 zaznamenal Leeuwenhoek existenci tyčinek a čípků, avšak reálně byly tyto objeveny až za použití mikroskopu Gottfriedem Reinholdem Traviranem v roce 1834.

### Chirurgie oka ve Velké Británii
Prvním očním chirurgem ve Velké Británii byl John Freke, který byl pro tuto pozici zmocněn v roce 1727. Prvním, na oční lékařství plně zaměřeným ústavem se pak v roce 1805 stala Nemocnice Sv. Bartoloměje (St. Bartholomew’s), dnes známá jako Moorfields Eye Hospital.

## Významní čeští oftalmologové

### Historie
- prof. Jiří Procháska (1749–1820)
- prof. Jan Evangelista Purkyně (1787–1869), po něm jsou pojmenované tzv. Purkyňovy obrázky
- prof. Josef Arnošt Ryba (1795–1856), syn hudebního skladatele Jakuba Jana Ryby
- prof. Josef Schöbl (1837–1902)
- prof. Jan Deyl (1855–1924)
- prof. Jindřich Chalupecký (1864–1918)
- prof. Josef Janků, objevil onemocnění oční toxoplazmózu, která je po něm pojmenována jako Morbus Janku
- MUDr. Eduard Konrád Zirm (1863–1944), provedl v Olomouci roku 1905 první úspěšnou transplantaci rohovky (keratoplastiku)
- prof. Záboj Bruckner (1895–1929), synovec prof. Jana Deyla
- prof. Bohumil Slavík (1888–1953), první přednosta Očního oddělení v Brně
- prof. Jan Vanýsek (1910–1995), jako první v ČSR implantoval umělou čočku do oka po operaci šedého zákalu
- prof. Jaromír Kurz (1895–1965)
- prof. Václav Vejdovský (1896–1977), první přednosta Oční kliniky v Olomouci
- prof. Emil Dienstbier (1908–1985)
- prof. Věra Kadlecová (1913–2002)
- prof. Hanuš Kraus (1928–2006)

### Současnost
- prof. MUDr. Ivan Karel, DrSc., lékař II. oční kliniky 1. LF UK a VFN v Praze, rytíř českého lékařského stavu
- prof. MUDr. Martin Filipec, CSc., emeritní přednosta II. oční kliniky 1. LF UK a VFN v Praze
- doc. MUDr. Bohdana Kalvodová, CSc., emeritní přednostka Oční kliniky 1. LF UK a VFN v Praze
- prof. MUDr. Jan Kolín, DrSc., emeritní přednosta Oční kliniky 3. LF UK a FNKV v Praze
- prof. MUDr. Pavel Kuchynka, CSc., emeritní přednosta Oční kliniky 3. LF UK a FNKV v Praze
- prof. MUDr. Blanka Brůnová, DrSc., emeritní přednostka Oční kliniky dětí a dospělých 2. LF UK a FNM v Praze.
- doc. MUDr. Jiří Korynta, CSc., emeritní přednosta Oční kliniky dětí a dospělých 2. LF UK a FNM v Praze
- prof. MUDr. Dagmar Dotřelová, CSc., emeritní přednostka Oční kliniky dětí a dospělých 2. LF UK a FNM v Praze
- prof. MUDr. Eva Vlková, CSc., přednostka Oční kliniky FN Brno
- prof. MUDr. Svatopluk Řehák, DrSc., emeritní přednosta Oční kliniky LF UK a FN Hradec Králové
- prof. MUDr. Pavel Rozsíval, CSc., emeritní přednosta Oční kliniky LF UK a FN Hradec Králové
- prof. MUDr. Pavel Těšínský, DrSc., emeritní přednosta Oční kliniky LF UK v Plzni
- doc. MUDr. Renáta Říčařová, CSc., emeritní přednostka Oční kliniky LF UK v Plzni
- plk. doc. MUDr. Jiří Pašta, CSc., emeritní přednosta Oční kliniky 1. LF UK a ÚVN v Praze
- prof. MUDr. Jiří Řehák, CSc., emeritní přednosta Oční kliniky FN Olomouc
- doc. MUDr. Svatopluk Synek, CSc., přednosta Kliniky nemocí očních a optometrie v Brně
- MUDr. Pavel Stodůlka, Ph.D., v letech 2002–2008 primář očního oddělení Krajské nemocnice T. Bati ve Zlíně, zakladatel oční kliniky Gemini

## Optometrie
Citace relevantní legislativy:

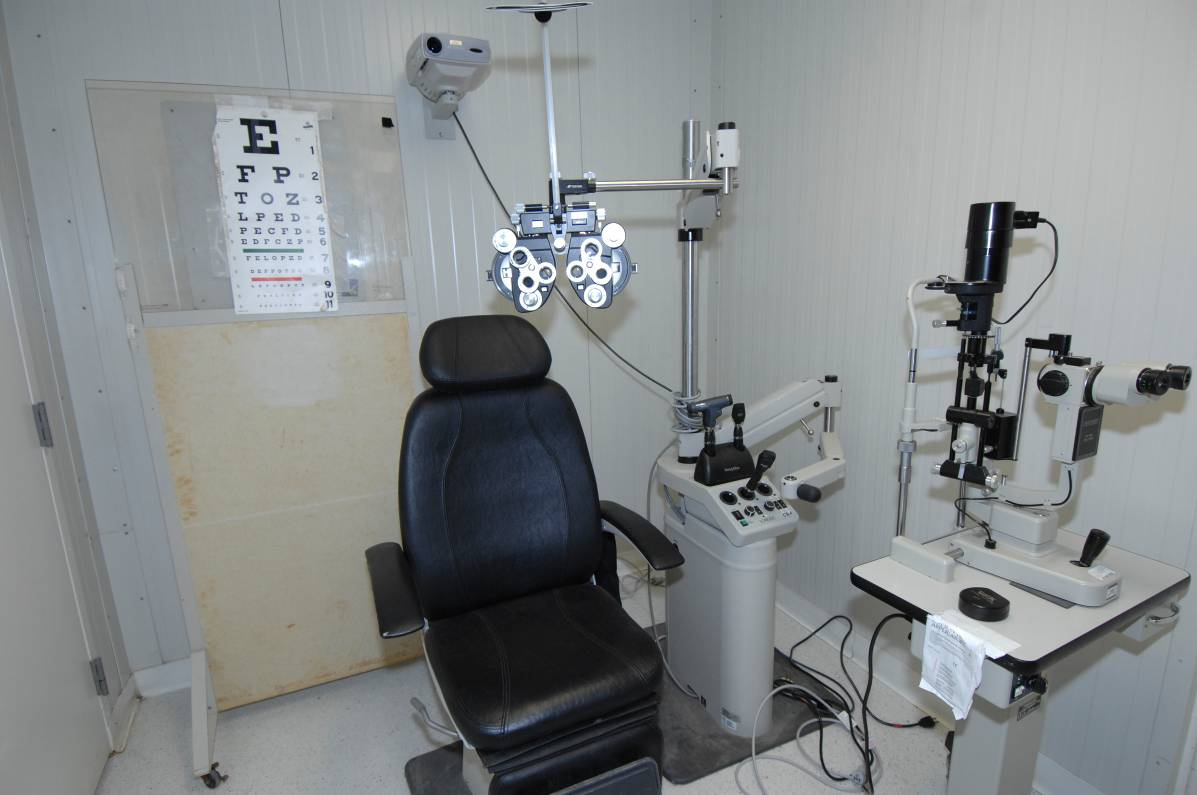
Optometrické pracoviště ve věznici na Guantánamu

Náplň práce optometristy je popsána v § 3 a 10 vyhlášky č. 423/2004 Sb. – Vyhláška, kterou se stanoví činnosti zdravotnických pracovníků a jiných odborných pracovníků:
§ 3 vyhlášky č. 423/2004 Sb. stanoví obecné činnosti všech zdravotnických pracovníků s odbornou způsobilostí, mezi něž patří i optometristé:
Zdravotnický pracovník bez odborného dohledu a bez indikace v rozsahu své odborné způsobilosti:
a) poskytuje zdravotní péči v souladu s právními předpisy a standardy
b) dbá na dodržování hygienicko-epidemiologického režimu v souladu se zvláštními právními předpisy
c) vede zdravotnickou dokumentaci a další dokumentaci vyplývající ze zvláštních právních předpisů, pracuje s informačním systémem zdravotnického zařízení
d) poskytuje pacientovi informace s souladu se svou odbornou způsobilostí, případně pokyny lékaře
e) podílí se na praktickém vyučování ve studijních oborech k získání způsobilosti k výkonu zdravotnického povolání uskutečňovaných středními školami a vyššími odbornými školami, v akreditovaných zdravotnických studijních programech, k získání způsobilosti k výkonu zdravotnického povolání uskutečňovaných vysokými školami v České republice a ve vzdělávacích programech akreditovaných kvalifikačních kurzů,”
§ 10 stanoví k výše uvedenému konkrétní činnost optometristy
(1) Optometrista bez odborného dohledu a bez indikace
a) doporučuje vhodné druhy a úpravy brýlových čoček,
b) provádí poradenskou službu v oblasti refrakčních vad, včetně druhů kontaktních čoček a jejich vhodného použití
c) zajišťuje přejímání, kontrolu a uložení léčivých přípravků, manipulaci s nimi a jejich dostatečnou zásobu
d) zajišťuje přejímání, kontrolu a uložení zdravotnických prostředků a prádla, manipulaci s nimi, jejich dezinfekci a sterilizaci a jejich dostatečnou zásobu.
(2) Optometrista bez odborného dohledu a bez indikace u osob starších 15 let věku
a) vyšetřuje zrakové funkce a provádí metrická vyšetření refrakce oka, určuje refrakční vadu, provádí korekce a rozhoduje, zda je ke korekci refrakční vady vhodné použít dioptrické brýle, kontaktní čočky nebo speciální optické pomůcky, předepisuje je, zhotovuje je a opravuje je,
b) vyšetřuje v oblasti předního segmentu oka pro potřeby korekce refrakčních vad,
c) provádí poradenskou činnost v oblasti refrakčních vad,
d) při podezření na oční onemocnění doporučuje pacientům vyšetření u lékaře se specializovanou způsobilostí v oboru oftalmologie,
e) aplikuje kontaktní čočky a předává je s poučením a doplňkovým sortimentem pacientům a provádí jejich následné kontroly.
(3) Optometrista pod odborným dohledem lékaře se specializovanou způsobilostí v oboru oftalmologie provádí
a) činnosti uvedené v odstavci 2 u osob mladších 15 let,
b) vyšetření na oftalmologických diagnostických přístrojích; tato vyšetření však nehodnotí a nestanovuje diagnózu.
Veškerá problematika spojená se samostatným výkonem povolání optometristy, (výklad pojmů, registrace, vzdělávání, časové lhůty, přechodná ustanovení aj.) je upravena v zákoně č. 96/2004 Sb., a ve vyhláškách 394/2004 Sb., 423/2004 Sb., 424/2004 Sb.